# Hypolimnas damoclina
Hypolimnas damoclina är en fjärilsart som beskrevs av Henry Trimen 1869. Hypolimnas damoclina ingår i släktet Hypolimnas och familjen praktfjärilar. Inga underarter finns listade i Catalogue of Life.